# Тереблеченська сільська рада
Теребле́ченська сільська́ ра́да — адміністративно-територіальна одиниця та орган місцевого самоврядування у Глибоцькому районі Чернівецької області. Адміністративний центр — село Тереблече.

## Загальні відомості
- Населення ради: 3 815 осіб (станом на 2001 рік)

## Населені пункти
Сільській раді підпорядковані населені пункти:
- с. Тереблече
- с. Горбівці

## Склад ради
Рада складається з 20 депутатів та голови.
- Голова ради: Сака Валерій Федорович
- Секретар ради: Бельчук Олена Костянтинівна

### Керівний склад попередніх скликань
| Прізвище, ім'я, по батькові  | Основні відомості                                                                                          | Дата обрання | Дата звільнення |
| ---------------------------- | --- | ------------ | --------------- |
| Кожокарь Михайло Аркадійович | Сільський голова, 1960 року народження, освіта вища, член Соціал-демократичної партії України (об'єднаної) | 26.03.2006   | 31.10.2010      |
| Кожокарь Михайло Аркадійович | Сільський голова, 1960 року народження, освіта вища, безпартійний                                          | 31.10.2010   | 14.12.2013      |
| Сака Валерій Федорович       | Сільський голова, 1958 року народження, освіта вища, безпартійний                                          | 15.12.2013   |                 |

Примітка: таблиця складена за даними сайту Верховної Ради України

### Депутати
За результатами місцевих виборів 2010 року депутатами ради стали:

#### За суб'єктами висування
| Суб'єкт висування | Кількість обраних депутатів | %   |
| ----------------- | --------------------------- | --- |
| Самовисування     | 20                          | 100 |

#### За округами
| № округу | Прізвище, ім'я, по батькові    | Дата визнання обраним | Освіта             | Партійна приналежність                        | Відомості про обраного депутата                                    |
| -------- | ------------------------------ | --------------------- | ------------------ | --------------------------------------------- | ------------------------------------------------------------------ |
| 1        | Левандовски Діна Дмитрівна     | 10.11.2010            | вища               | член Української Народної Партії              | Відділення зв'язку с. Тереблече, начальник                         |
| 2        | Никифорець Лариса Василівна    | 10.11.2010            | вища               | позапартійна                                  | Тереблеченська сільська дільнична лікарня, сімейний лікар          |
| 3        | Тетера Володимир Йосипович     | 10.11.2010            | вища               | позапартійний                                 | Тереблеченська сільська дільнична лікарня, лікар-терапевт          |
| 4        | Боднарюк Діана Дмитрівна       | 10.11.2010            | вища               | позапартійна                                  | пенсіонер                                                          |
| 5        | Бельчук Олена Костянтинівна    | 10.11.2010            | середня спеціальна | позапартійна                                  | Тереблеченська сільська рада, секретар                             |
| 6        | Василаш Леонтина Костянтинівна | 10.11.2010            | вища               | позапартійна                                  | тимчасово не працює                                                |
| 7        | Кожокарь Василь Леонович       | 10.11.2010            | середня            | позапартійний                                 | магазин с. Тереблече, продавець                                    |
| 8        | Єпуре Василь Костянтинович     | 10.11.2010            | середня            | позапартійний                                 | Тереблеченська сільська рада, землевпорядник                       |
| 9        | Заєць Марин Іванович           | 10.11.2010            | вища               | член Всеукраїнського об'єднання «Батьківщина» | тимчасово не працює                                                |
| 10       | Шлемко Вячеслав Іванович       | 10.11.2010            | вища               | позапартійний                                 | Глибоцький РВ УМВС, старший оперуповноважений карного розшуку МОВС |
| 11       | Балан Дмитро Васильович        | 10.11.2010            | вища               | позапартійний                                 | ЧР ТОВ, менеджер                                                   |
| 12       | Панчук Тоадер Іванович         | 10.11.2010            | вища               | позапартійний                                 | Тереблеченська сільська рада, працівник                            |
| 13       | Боднарь Василь Євгенійович     | 10.11.2010            | середня            | позапартійний                                 | Тереблеченська сільська рада, начальник МПО                        |
| 14       | Боднарь Марія Іванівна         | 10.11.2010            | вища               | член Єдиного Центру                           | тимчасово не працює                                                |
| 15       | Кучер Роман Іванович           | 10.11.2010            | вища               | позапартійний                                 | тимчасово не працює                                                |
| 16       | Бойчук Тетяна Василівна        | 10.11.2010            | вища               | позапартійна                                  | ПП «Каріді», директор                                              |
| 17       | Данилюк Василь Васильович      | 10.11.2010            | вища               | позапартійний                                 | пенсіонер                                                          |
| 18       | Данелюк Вячеслав Іванович      | 10.11.2010            | вища               | позапартійний                                 | тимчасово не працює                                                |
| 19       | Новак Микола Іванович          | 10.11.2010            | вища               | позапартійний                                 | СМАП, інспектор                                                    |
| 20       | Новак Володимир Миколайович    | 10.11.2010            | вища               | позапартійний                                 | Митниця, старший інспектор                                         |